# Bernard Collier
Bernard William Allen Collier, né en 1802 et mort le 21 novembre 1890, est un prélat catholique britannique, membre de l'ordre de Saint-Benoît. Il est le deuxième vicaire apostolique et le premier évêque diocésain de Port-Louis de 1840 jusqu'à sa démission en 1863.

## Biographie
Collier naît en 1802 à Rokery Close, dans le Yorkshire du Nord. Une fois sa scolarité terminée, il rejoint l'abbaye bénédictine de Douai (Berkshire), où il est ordonné prêtre en 1826 après avoir suivi des cours de philosophie et de théologie. Il sert de procurateur général des bénédictins anglais près le Saint-Siège à Rome, jusqu'à sa nomination comme évêque.
Le 14 février 1840, Collier est nommé deuxième vicaire apostolique de Maurice et évêque titulaire de Milevum (de). Il est consacré évêque par le cardinal Giacomo Filippo Fransoni (entre autres) le 3 mai 1840.
À son retour de mission de Maurice, l'évêque Collier est actif dans le Herefordshire et au pays de Galles. Il cofonde la paroisse d'Aberystwyth en 1867.
Collier meurt le 21 novembre 1890 dans le Herefordshire et est inhumé dans le cimetière des abbés de l'abbaye bénédictine de Belmont.